# 本多忠孝
本多 忠孝（ほんだ ただたか）は、江戸時代中期の大名。播磨国姫路藩の第2代藩主、越後国村上藩の初代藩主。官位はなし。忠勝系本多家宗家7代。

## 略歴
姫路藩主・本多忠国の3男。
宝永元年（1704年）5月10日に父の死により家督を相続する。しかし、姫路は西国の要となる場所であることから、幼少を理由に忠孝は5月28日に越後村上藩に移封された。
村上城に一度も入城しないまま、宝永6年（1709年）9月13日に12歳で死去した。無嗣であったため本来であれば断絶であったが、本多忠勝以来の名門の家系であったため、幕命により一族の本多忠良が家督を相続した。しかし、禄高は15万石から5万石に減封され、さらに、三河国刈谷藩に移封された。

## 系譜
父母
- 本多忠国（父）

養子
- 本多忠良 ー 本多忠英の長男